# Марш парків
Марш парків (англ. March for Parks) — масова екологічна акція, що має на меті підняття авторитету охоронюваних природних територій (заповідників, національних парків тощо) в очах місцевого населення і надання допомоги заповідникам і національним паркам.
Основною метою акції є залучення уваги влади, засобів масової інформації, комерційних організацій та й просто всіх жителів планети до проблем охоронюваних природних територій (ОПТ), надання їм реальної практичної допомоги у збереженні та розвитку заповідних місць, виховання у підростаючого покоління почуття гордості за наше природне надбання і почуття відповідальності за його стан, формування позитивного ставлення населення до живої природи, у збереженні якої важливу роль відіграють ОПТ.
Марш парків проходить у багатьох країнах світу, щорічно в ньому беруть участь сотні тисяч людей у понад 200 державах. Саме свято веде свою історію з США. Починаючи з 1990 року, коли темою Дня Землі стали національні парки, даний екологічний рух з кожним роком набував все більшої актуальності і нове значення, і з 1995 року з'явилися Дні заповідників і національних парків.
Марш парків давно вже став очікуваною подією, а його головні принципи — добровільність і безмежність — дозволяють взяти в ньому участь будь-кому. У ці кілька днів заповідники і національні парки розповідають про себе, про соціальну значущість і важливість заповідних територій для збереження природи всієї планети. Взагалі заходи акції дуже різноманітні і залежать від вигадки і можливостей організаторів на місцях. Як правило — це різні конкурси, семінари, круглі столи, прес-конференції, дні відкритих дверей, екологічні десанти (збір сміття, посадка дерев і чагарників, розчищення джерел тощо), тематичні виставки та концерти, публікації в пресі, тематичні теле- і радіопередачі, акції волонтерської допомоги та збір благодійних коштів на підтримку ОПТ. Причому все це проводиться в тісній взаємодії ОПТ з представниками органів влади, освітніми установами, ЗМІ і різними благодійними організаціями.

## Марш парків в Україні
В Україні він проводиться з 1996 р. З 1998 р. Міжнародна кампанія «Марш парків» розгорнулася в Криму. З кожним роком число учасників Кримського Маршу парків зростає. У 2000 р. в кампанії взяли участь близько 3 тис. осіб. Серед них школярі та студенти, викладачі, працівники музеїв і бібліотек, підприємці, державні службовці, представники громадських природоохоронних організацій, мешканці та гості Криму. Акції охопили кілька адміністративних районів Республіки. Всього було зібрано 15650 грн., отримані кошти були спрямовані на виконання природоохоронних заходів.

## Ресурси Інтернету
- Крымская Республиканская Ассоциация «Экология и мир»  [Архівовано 20 лютого 2014 у Wayback Machine.]
- Центр охраны дикой природы. «Марш парков»  [Архівовано 9 лютого 2014 у Wayback Machine.]
- Українські екологічні громадські організації
- Зелений тиждень в Україні  [Архівовано 21 лютого 2014 у Wayback Machine.]
- Знайомтесь — екологічний рух нині  [Архівовано 21 лютого 2014 у Wayback Machine.]
- Якименко О. Г. Громадський екологічний рух та його роль в соціалізації особистості
- Алексієвець М. Екологічний рух в Україні (історичний аспект)  [Архівовано 20 лютого 2014 у Wayback Machine.]
- Екологічний рух — світовий досвід та українські реалії  [Архівовано 20 лютого 2014 у Wayback Machine.]
- Андрусевич А. Неурядові екологічні організації в Україні — проблеми становлення та розвитку  [Архівовано 20 липня 2013 у Wayback Machine.]